# Hurqualia
Hurqualia (de H moet niet uitgesproken worden) is een muziekwerk gecomponeerd door Giacinto Scelsi in 1960. Het is een overgangswerk. Scelsi ging zich concentreren op het schrijven van muziek, waarbij slechts één noot / toon de aandacht kreeg. Van die toon gebruikte hij dan alle microtonen zodat er toch variaties mogelijk waren. Bij Hurqualia is nog sprake van het gebruik van enkele noten / tonen; zodat je zou kunnen verwachten dat er melodielijnen hoorbaar zijn. Dat is haast nergens het geval. De monotone klanken hebben iets weg van de om, die gebruikt worden bij mantras.

## Compositie
Hurqualia heeft in de verste verte iets van de klassieke symfonie; een vierdelige opzet met een strak schema. Hadden de symfonieën (zeker voor 1900) veelal melodieën en akkoorden die oplossen of ergens naartoe voerden, daarvan is in Hurqualia geen sprake. De delen van het werk kunnen een vergelijking met de symfonie wel doorstaan:

Deel 1 klinkt als een ouverture; het orkest (met name de blazers) tasten elkaar af; het geeft een geluid alsof er nog gestemd moet worden; na enkele seconden zet het volledige orkest is op een Wagnerachtig akkoord, dat een enorme dreiging met zich mee brengt; zo snel als het kwam, zo snel is het ook weer verdwenen; het werk laat het gewelddadige karakter niet meer los; het Wagnerakkoord komt later nog terug;

Deel 2 komt overeen met de meer rustige delen van de klassieke symfonie;

Deel 3 heeft iets weg van het scherzo; er is zelfs sprake van een beginnende melodie, maar de stapeling van akkoorden leidt tot niets;

Deel 4 is de uitwerking van deel 1 waarbij de percussie steeds agressiever wordt; zij besluiten in een crescendo dan ook het werk; dat gebeurde in deel 1 met een ferme klap; hier komt het als een golf naar je toe.

## Samenstelling orkest
Voor deze compositie is het volgende instrumentarium nodig:
- 2x piccolo; 2x dwarsfluit; 2x hobo; 2x klarinet; 2x fagot
- 4x hoorn; 3x trompet; 2x trombone;
- pauken; 4x percussie;
- strijkinstrumenten, echter geen viool;
- drie elektronische versterkte muziekgroepen bestaande uit
  - hobo, althobo, Es-klarinet
  - hoorn, tenorsaxofoon, zingende zaag, altviool en contrabas
  - 2x trompet, trombone

## Bron en discografie
- Uitgave Mode Records: Juan Pablo Izguierdo met het Carnegie Mellon Orchestra